# Einhornia moskvikvendi
Einhornia moskvikvendi is een mosdiertjessoort uit de familie van de Electridae. De wetenschappelijke naam van de soort is, als Electra moskvikvendi, voor het eerst geldig gepubliceerd in 2008 door Elena A. Nikulina.